# Khaybar KH2002
Khaybar KH2002, automatkarbin av bullpuppvariant designat och producerat i Iran av Irans Defense Industries Organization (DIO).
Vapnet har kalibern 5.56 mm, skjuter 800 skott per minut och har en effektiv räckvidd på 450 m. KH2002 skall ha producerats sedan 2001 och tagits i bruk av Irans armé 2004. Det är tänkt att KH2002 skall ersätta Irans egenproducerade G3 gevär.